# Voetbalkampioenschap van Wezer-Jade 1923/24
In 1923/24 werd het tweede voetbalkampioenschap van Wezer-Jade gespeeld, dat georganiseerd werd door de Noord-Duitse voetbalbond. 
VfB Komet Bremen werd kampioen van de groep Wezer en VfB Wilhelmshaven van de groep Jade. Beide clubs plaatsten zich voor de Noord-Duitse eindronde. Wilhelmshaven werd in de eerste ronde verslagen door Eintracht Braunschweig, terwijl Komet zich tegen Arminia Hannover plaatste voor de groepsafse, waar de club laatste werd.

## Bezirksliga

### Groep Wezer
| Plaats | Club                   | Wed. | W | G | V  | Saldo | Ptn   |
| ------ | ---------------------- | ---- | - | - | -- | ----- | ----- |
| 1.     | VfB Komet 1896 Bremen  | 12   | 8 | 2 | 2  | 37:16 | 18:6  |
| 2.     | ABTS 1891 Bremen       | 12   | 9 | 0 | 3  | 31:19 | 18:6  |
| 3.     | Geestemünder SC 04     | 12   | 8 | 0 | 4  | 39:18 | 16:8  |
| 4.     | FV 1900 Woltmershausen | 12   | 5 | 1 | 6  | 40:36 | 11:13 |
| 5.     | SV Werder Bremen       | 12   | 4 | 2 | 6  | 21:29 | 10:14 |
| 6.     | SV 1862 Hemelingen     | 12   | 3 | 3 | 6  | 20:26 | 9:15  |
| 7.     | Cuxhavener SV          | 12   | 1 | 0 | 11 | 6:50  | 2:22  |

|  | Play-off voor finale                   |
|  | Deelname promotie/degradatie eindronde |

|  |                       |       |                  |  |
|  | VfB Komet 1896 Bremen | 1 – 0 | ABTS 1891 Bremen |  |
|  |                       |       |                  |  |

### Groep Jade
| Plaats | Club                       | Wed. | W | G | V | Saldo | Ptn   |
| ------ | -------------------------- | ---- | - | - | - | ----- | ----- |
| 1.     | VfB Wilhelmshaven          | 12   | 8 | 2 | 2 | 27:14 | 18:6  |
| 2.     | Bremer SV 06               | 12   | 8 | 0 | 4 | 32:17 | 16:8  |
| 3.     | TuS Eintracht 1914 Bremen  | 12   | 7 | 1 | 4 | 20:21 | 15:9  |
| 4.     | FC Stern 07 Bremen         | 12   | 5 | 2 | 5 | 25:15 | 12:12 |
| 5.     | SV Frisia Oldenburg        | 12   | 4 | 3 | 5 | 21:27 | 11:13 |
| 6.     | VfL Hohenzollern 07 Bremen | 12   | 3 | 1 | 8 | 14:30 | 7:17  |
| 7.     | VfB Oldenburg              | 12   | 2 | 1 | 9 | 15:30 | 5:19  |

|  | Geplaatst voor finale                  |
|  | Deelname promotie/degradatie eindronde |

### Finale
|  |                       |       |                   |  |
|  | VfB Komet 1896 Bremen | 3 – 0 | VfB Wilhelmshaven |  |
|  |                       |       |                   |  |

## Promotie/Degradatie eindronde
| Plaats | Club                       | Wed. | W | G | V | Saldo | Ptn   |
| ------ | -------------------------- | ---- | - | - | - | ----- | ----- |
| 1.     | VfB Oldenburg              | 5    | 4 | 1 | 0 | 20:10 | 09:01 |
| 2.     | Bremer BV Union 01         | 5    | 3 | 2 | 0 | 16:05 | 08:02 |
| 3.     | SC Frisia 03 Wilhelmshaven | 4    | 2 | 1 | 1 | 11:09 | 05:03 |
| 4.     | Cuxhavener SV              | 4    | 1 | 0 | 3 | 09:16 | 02:06 |
| 5.     | SuS Emden                  | 4    | 1 | 0 | 3 | 13:20 | 02:06 |
| 6.     | SV Polizei Bremerhaven     | 4    | 0 | 0 | 4 | 02:11 | 00:08 |

|  | Behoud     |
|  | Promotie   |
|  | Degradatie |